# Cläre Prem
Cläre Prem, używała pseudonimu Hanna Mann (ur. 30 sierpnia 1899 w dzielnicy Ruhrort, dzisiaj Duisburg, zm. 25 marca 1988 w Trewirze) – niemiecka poetka.

## Życiorys
Urodziła się w dzielnicy Duisburga, na Ruhrorcie. Prem wywodziła się z rodziny wioślarzy znad Mozeli, która po narodzinach dziewczynki wróciła do rodzinnego Trewiru.
W 1918 opublikowała swoje pierwsze wiersze. Jej prozy, poezje, artykuły i opowiadania ukazywały się z dużym powodzeniem w czasopismach i kalendarzach w jej rodzinnym mieście. Prem dostrzegła swoją prawdziwą siłę w poezji dialektycznej i uczyniła z niej swój ulubiony temat. Pod pseudonimem „Hanna Mann” opublikowała kilka tekstów walcząc o więcej praw dla kobiet i w trosce o emancypację.
Prem między innymi wymyśliła zespół literacki „Koorscht o Kneisjen”, który przez dziesięciolecia był porównywany z aktorami: Wernerem Beckerem i Hansem Kuhnem na scenie „towarzystwa karnawałowego w Trewirze Heuschreck”.

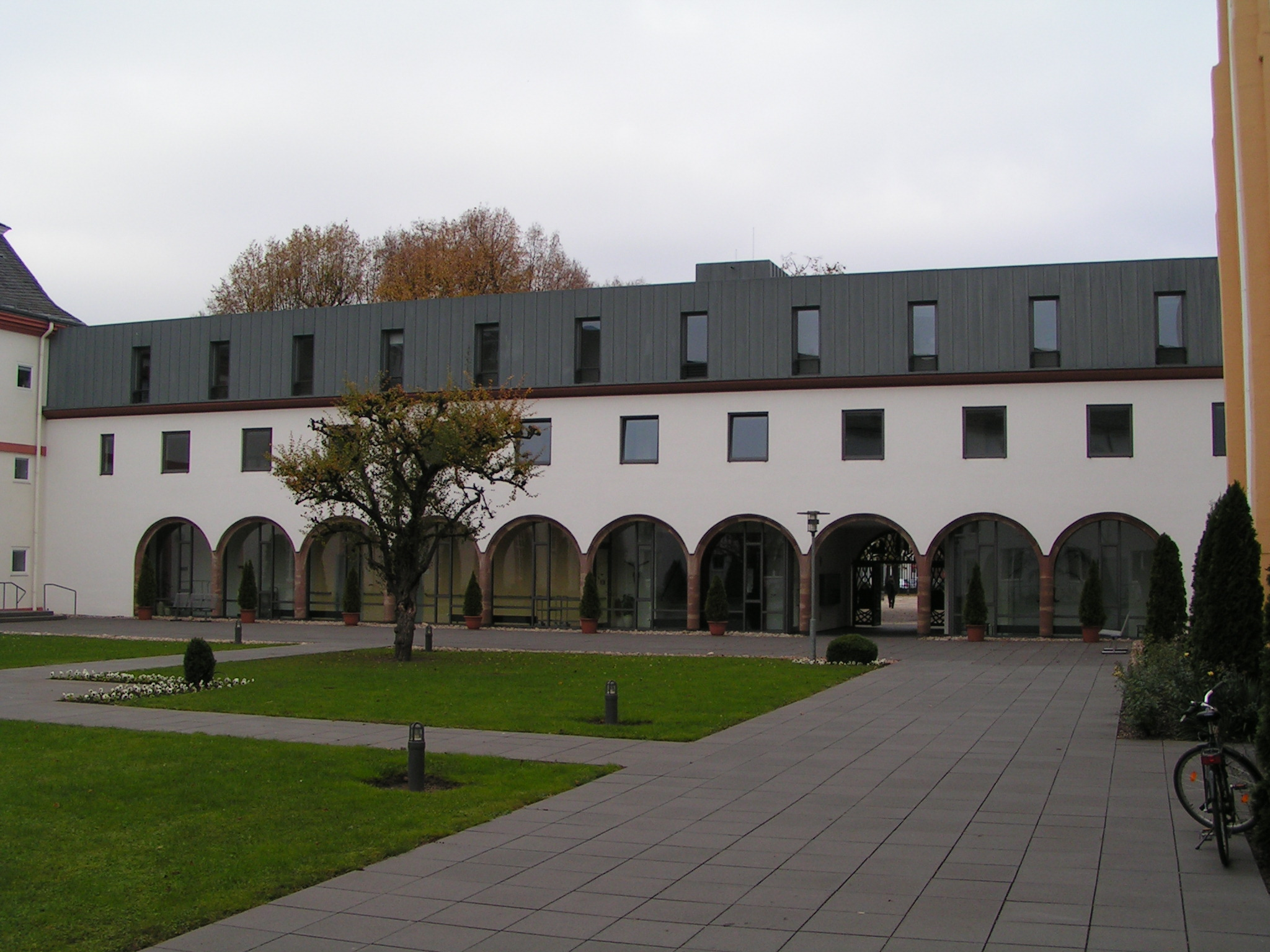
Klasztor świętej Irminy, dzisiaj dom spokojnej starości.

Na starość oślepła. Zmarła 25 marca 1988 w domu opieki świętej Irminy w Trewirze.

## Dzieła (wybrane)
- Dei Papp is e Schrotti
- Äease ous Duhsen
- De Flemm
- Gärscht on Hämmelspänzjer
- 1956: Dä goldene Mörbel
- 1974: Gärscht on Hämmelspänzjer
- 1976: Mir sein och noch dao

## Nagrody i wyróżnienia
Otrzymała kilka wyróżnień za zasługi dla zachowania dialektu trewirskiego, a także zachowania zwyczajów i tradycji. Już w 1960 rada miejska uhonorowała ją honorową pieczęcią miasta „augusta treverorum”.

## Upamiętnienie
W 1990, na płaskorzeźbie z brązu w Trewirze uwieczniono jej wizerunek i jej najsłynniejszych wymyślonych postaci: Koorschta i Kneisjena, i szarańczę znajdującą się na zasłonnach okiennych.
W Trewirze jej imieniem nazwano jedną z tamtejszych ulic – (niem. Cläre-Prem-Strasse).